# 劉有光 (光緒進士)
劉有光，字谦山，雲南省臨安府寧州人，清朝地方官员、同进士出身。

## 生平
光绪十二年（1886年），登丙戌进士；同年五月，著交吏部掣签，分发各省以知县即用。宣统元年（1909年），授浙江青浦县知县。历改江苏江阴县和华亭县知县。离任后，将两县缙绅怀念和赞颂他的诗分别编为《暨阳舆颂》和《峰泖柳去思集》刊刻印行。